# Samiilivka, Rozdilna
Samiilivka (în ucraineană Самійлівка) este un sat în comuna Zaharivka din raionul Rozdilna, regiunea Odesa, Ucraina.

## Demografie
Componența lingvistică a localității Samiilivka
     Ucraineană (76,64%)
     Română (23,36%)
Conform recensământului din 2001, majoritatea populației localității Samiilivka era vorbitoare de ucraineană (76,64%), existând în minoritate și vorbitori de română (23,36%).